# Karimszkoje
Karimszkoje (oroszul: Карымское) városi jellegű település Oroszország ázsiai részén, a Bajkálontúli határterületen, a Karimszkojei járás székhelye.

## Elhelyezkedése
A Cserszkij-hegyvonulat déli előhegyeiben, az Ingoda völgyében, Csitától 100 km-re délkeletre helyezkedik el. Vasútállomás a Csita–Szretyenszk közötti vasútvonalon. 

## Története
Feltételezik, hogy a települést megkeresztelkedett tunguzok (karimok) alapították 1761-ben. Kezdetben a falu a folyó bal partján alakult ki, de az 1897. évi árvíz után a lakosság átköltözött az egy évvel korábban épült, magasabban fekvő vasútállomás mellé.
A falu 1926-ban lett járási székhely, 1935-ben pedig városi jellegű településsé alakult.

## Népessége
- 2002-ben 12 440 fő[2]
- 2010-ben 13 037 fő volt.[3]